# خوزه مارتی

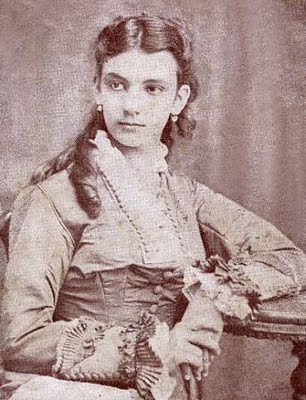
ماریا گارسیا گرانادوس و سابوریو

خوزه مارتی رهبر جنبش استقلال کوبا در مبارزه با امپراتوری اسپانیا بود. مردم کوبا او را قهرمان ملی خود می‌نامند. خوزه مارتی در ۲۸ ژانویه ۱۸۵۳ به دنیا آمد و ۱۹ مه سال ۱۸۹۵ در ۴۲ سالگی در میدان نبرد با ارتش اسپانیا کشته شد. او شاعر، مقاله‌نویس، روزنامه‌نگار، مترجم، استاد، ناشر، فیلسوف، انقلابی و نظریه‌پرداز سیاسی بود و همواره تأکید می‌کرد که کشورهای آمریکای لاتین باید خصوصیات منحصربه‌فرد تاریخ و فرهنگ خودشان را بشناسند.

## فعالیت‌ها و مبارزه خوزه مارتی
خوزه مارتی گفته‌است: «وقتی یک انسان سیلی می‌خورد، باید همه انسان‌ها درد و سوزش آن را حس کنند.»
با این که پدر و مادرش، دُن ماریانو مارتی، (از والنسیا) و لئونور پرِز کابررا (از تنه ریسه) مهاجر اسپانیایی بودند، خوزه مارتی اعلام کرد که در برابر تجاوز اسپانیایی‌ها باید ایستاد و با آن‌ها مبارزه کرد. برای او استعمارزدایی اهمیت بسیار داشت. در ۱۶ سالگی نخستین مقاله را برای روزنامه «ال دیابلو کوخئلو» نوشت. خوزه مارتی در این روزنامه از مردم کوبا خواست که زنجیر استعمار را پاره کنند. بعد از ان وی را دستگیر کردند. او از زندان برای مادرش نوشت: «مادر گریه نکن … گل از میان خارها سر می‌کشد.»
طولی نکشید که وی درام حماسی «ابدالا» را به صورت شعر درآورد. با این فعالیت‌های قلمی، او به عنوان یک مبارز ضد بردگی، ضد استعمار، ضد اختناق و ضد فساد مقامات محلی شناخته شد.
خوزه مارتی در پی یک سخنرانی برای دانش آموزان دبیرستان، به اتهام خیانت به اسپانیا بازداشت شد. در زندان بر پای او غل و زنجیر بستند که دچار عفونت پا شد و قاضی اسپانیایی مأمور بازرسی زندان که چنین دید، شش سال حبس او را به تبعید در اسپانیا تبدیل کرد. تبعید به خوزه کمک بسیار کرد و موفق شد که در اسپانیا به دانشگاه برود و حقوق سیاسی تحصیل کند و با روشنفکران اروپایی باب مکاتبه را بگشاید.
وی به دعوت روشنفکران فرانسه به پاریس رفت و در سال ۱۸۷۴ با ویکتور هوگو، سارا برنادت هنرپیشه مشهور فرانسه و ژورنالیست فرانسوی Auguste Vacquerie ملاقات نمود و سپس به مکزیک و گواتمالا و… رفت. بعدها به‌طور محرمانه به کوبا بازگشت و چون حکومت اسپانیایی کوبا متوجه ورود او به آنجا شد، به ایالات متحده گریخت و مقیم نیویورک شد. در ایالات متحده انجمن کوبایی تبارهای آن کشور را تشکیل داد و آنان را تشویق به مبارزه با استعمارگران و آزاد ساختن کوبا کرد. وی از دوران نوجوانی زندگی خود را وقف پیشبرد آزادی و استقلال کشورش نمود و با توسعه طلبی ایالات متحده به کوبا نیز مبارزه کرد.
خوزه مارتی می‌گفت: «آرزو دارم سرنوشتم را با سرنوشت فقرای این کرهٔ خاکی گره بزنم.» فیدل کاسترو در یادداشتی (در مورد دخالتهای ایالات متحده در آمریکای لاتین)، به حساسیت او اشاره نموده و نوشته‌است:
خوزه مارتی نظام سلطه را تقبیح کرد و آن را یک هیولا خواند. در نامه‌ای هدف مبارزهٔ بی امانش را برای همگان آشکار کرد و نوشت «من هر روز زندگی ام را به خاطر کشور و وظیفه ام به خطر می‌اندازم. تا آنجا که می‌فهمم و شهامتش را دارم به آن عمل می‌کنم، این وظیفهٔ من است تا به موقع، و تا زمان استقلال کوبا، در برابر دست اندازی ایالات متحد آمریکا… بایستم»
خوزه مارتی در یکی از نامه‌هایش نوشته‌است: «انگیزه هر کاری که تاکنون انجام داده‌ام یا بعد از این انجام دهم کسب استقلال کوبا است. هدف من این است که با رهایی کوبا نگذارم آمریکا بر قاره ما تسلط پیدا کند.»

## انتشار مانیفست استقلال کوبا

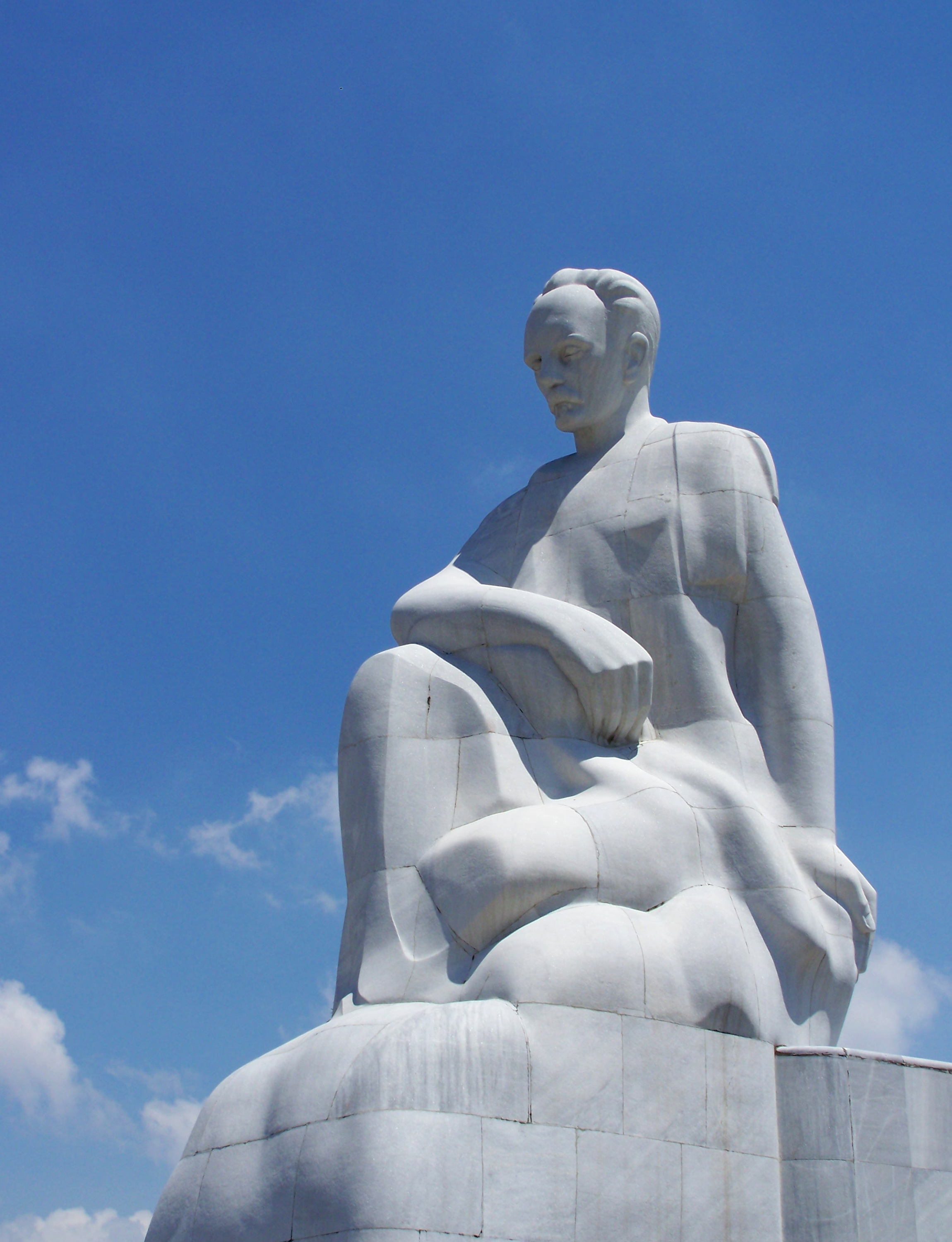
باید قانون اول جمهوری ما، تربیت کوبایی‌ها در شأن یک انسان کامل باشد.

خوزه که همچنان به کار نوشتن ادامه می‌داد و مقالات، اشعار، کاریکاتورها و کتاب‌هایش انتشار می‌یافت، بیانیه استقلال کوبا را منتشر ساخت. در این مانیفست به کوباییان یادآور شد که باید خودشان قیام کنند و به استعمار پایان دهند و روی کمک خارجی نباید حساب کنند و نباید از یک دولت خارجی و ازجمله ایالات متحده که آمادگی دادن چنین کمکی را دارد بخواهند که کمک کند. با این عمل، از دست یک خارجی رها نشده به دام دیگری می‌افتند.
خوزه مارتی هرجا که می‌رفت چه در کاستاریکا و پاناما و جامائیکا، چه در مکزیک و آرژانتین و گواتمالا و آمریکا، چه در اروگوئه و پاراگوئه و ونزوئلا و… همه جا، تکیه کلامش مقاومت و مبارزه بود. معتقد بود: «کسب آزادی بدون تأمین فرهنگ، امکان‌ناپذیر است.»
خوزه در همین سال با انقلابیون مسلح خود که آنان را در آمریکا آموزش داده بود به کوبا رفت که در ۱۹ مه ۱۸۹۵ در «دوس ریوس» در جریان نبرد با نیروهای اسپانیایی کشته شد، اما مرگ او مبارزه را پایان نداد. چند سال بعد جنگ ایالات متحده و اسپانیا روی داد و اسپانیا که شکست خورده بود از پورتوریکو، فیلیپین و گوام و کوبا خارج گردید و کوبا چندی بعد از قید بیگانگان آزاد شد. تأثیرگذاری خوزه مارتی در انقلاب کوبا غیرقابل انکار است. اولین چیزی را که رهبران انقلاب کوبا از خوزه مارتی فرا گرفتند عبارت بود از اعتقاد داشتن و عمل کردن تحت تشکیلاتی که برای به وجود آوردن انقلاب ساخته شده بود. پیش از این، عملکرد ما تحت تأثیر اشکال قبلی قدرت حکومتی قرار می‌گرفت.
کتابخانه ملی کوبا که سال ۱۹۰۱ در هاوانا تأسیس شده بود، کتابخانه ملی خوزه مارتی خوانده می‌شد اما سال ۱۹۵۹ که انقلاب کوبا به پیروزی رسید، خوزه مارتی فقط چهار بنای یادبود در سراسر کوبا داشت. تازه این بناهای یادبود بسیار کوچک و حقیر هم بودند.
یکی از بناهای یادبود ۶۰ متر مربع وسعت داشت. آن جا محل زندگی مارتی در کودکی بود؛ یعنی همان جایی که مارتی به عنوان یک پسر بچه در آن جا مشغول خرد کردن سنگ بود. بنای بعدی، محل تولد او در حومه هاوانا بود.
دو بنای یادبود دیگر، یکی ستونی سنگی بود که در «دوس ریوس» محل مرگ او یعنی در همان‌جا که به ضرب گلوله اسپانیائی‌ها به زمین افتاد، گذاشته شده و دیگری روی قبرش در «سانتا ایفیگنیا» نصب شده بود. این آخرین بنا از همه بهتر و مهم‌تر بود. مجسمه موجود در این بنا را مجسمه‌سازی به نام «ماریو سانتی» ساخته بود که با دولت باتیستا نزدیک بود و به همین علت در اوائل انقلاب، کوبا را ترک کرد و راه تبعید را در پیش گرفت.
در پی انقلاب فیدل کاسترو در کوبا، نام خوزه مارتی بر مراکز و تأسیسات متعدد این کشور و از جمله فرودگاه بین‌المللی هاوانا گذارده شده‌است. در موزه انقلاب در شهر هاوانا تندیس زیبایی از خوزه مارتی دیده می‌شود.
به دلیل محبوبیت خوزه مارتی قهرمان ملی کوبا، رادیویی که ایالات متحده برای مردم کوبا برنامه پخش می‌کند رادیو مارتی نامگذاری شد.
هم‌اکنون در سرتاسر کوبا تصویر و مجسمه خوزه مارتی دیده می‌شود و نام و یادش را گرامی می‌دارند. نه تنها انقلابیونی چون کامیلو سینفوئگوس و چه گوارا او را می‌ستودند، مردم عادی کوبا نیز او را دوست داشته و دارند. او پیامبر استقلال و مبشر انقلاب کوبا نام گرفته‌است. نوامبر سال ۱۹۹۴ یونسکو، جایزه خوزه مارتی را در راستای به رسمیت شناختن موسسات یا افرادی که برای همگرایی و یکپارچگی کشورهای آمریکای لاتین و حوزه دریای کارائیب تلاش می‌کنند، تعیین کرد.
خوزه مارتی از پیشروان مدرنیسم بود و بسیاری از محافل ادبی معتقدند که روی شاعرانی چون «روبن داریو» (نیکاراگوئه)، «گابریلا ماسترا» (شاعر زن شیلیایی)، مانوئل گونزالس پرادا (پرو)، مانوئل گوتیرز ناخرا (مکزیک)، مانوئل ده خزوس گالوان (دومینیکن)، انریک گومز کاریلو (گواتمالا) و خوزه آسونسیون سیلوا (کلمبیا) تأثیر گذاشته‌است.
مجسمه خوزه مارتی، جدا از کوبا، در نیویورک و مکزیک و… نیز موجود است. در کشورهای دیگر (از جمله در رومانی) نام او را بر مراکز فرهنگی گذاشته‌اند.
خوزه مارتی می‌گفت: وطن، جامعه بشری است. او قدی کوتاه و سری بزرگ داشت و به علت دندان‌های زشت و نا مرتبش ظاهر زیبایی نداشت. کاسترو گفته‌است: «قد او آنقدر کوتاه بود که سرش به نزدیکی شکم من می‌رسید. اگر قرار بود من مدالی روی سینه اش آویزان کنم یا ببوسمش باید روی زانوهایم می‌ایستادم تا خودم را همقد او کنم…» اما نه تنها استهزا نمی‌شد بلکه می‌توانست به عنوان یک قدیس در نظر بسیاری از مردم ظاهر شود.

## ترانه گوانتانامِرا
خوزه مارتی، شاعر ترانهٔ بسیار مشهور «گوانتانامِرا» است. ترانه بر اساس شعری از خوزه مارتی در کتاب اشعار ساده ساخته و تنظیم شد.

## آثار
خوزه مارتی در سال ۱۸۶۹ نخستین نوشته‌های خودش را در یک روزنامه منتشر کرد و سپس در همان سال مجموعه ملودرامی با عنوان «آزادی وطن» انتشار داد و غزل مشهور او به‌نام «۱۰ اکتبر» نیز در روزنامه مدرسه‌اش منتشر شد. او برای روزنامه «همه ملت» در بوئنس آیرس، پایتخت آرژانتین مقاله‌های زیادی نوشت و در سال‌های ۱۸۹۰–۱۸۸۹ (که کنفرانس داخلی کشورهای آمریکایی در واشینگتن جریان داشت) با نوشتن مقاله‌هایی دست به افشاگری زد و تبلیغات رسمی را بی‌اثر کرد. بعضی از آثار ادبی او عبارتند از «آیا ممکن است که آنها مرا در تاریکی خاک نکنند»، «مردن مانند یک خائن»، «من انسان خوبی هستم» و «به‌عنوان یک انسان خوب در ملاقات با خورشید خواهم مرد.»
خوزه مارتی می‌گفت: کار من خواندن ترانه‌های زیبا، جلب توجه به مردمان شریف و نجیب، و تحسین همه چیزهای بزرگ و ماندگار است. در معروفترین اثر خود «دوران طلایی حیات»، جوانان را تشویق به آزادگی و مبارزه کرده‌است. معتقد بود: آزادی بدون فرهنگ بدست نمی‌آید.
عنوان فیلم «هنگام کوره‌ها» La hora de los hornos ساختهٔ دو تن از نظریه‌پردازان سینمای سیاسی آمریکای لاتین یعنی فرناندو سولاناس و اوکتاویو گتینوی آرژانتینی، که هدف اصلی آن «استعمارزدایی فرهنگ» است، از نوشته‌های خوزه مارتی اقتباس شده‌است. خوزه مارتی از آتش سرخ‌پوستان که به‌وسیلهٔ «ماژلان» و دیگر جویندگان نخستین در سواحل «تیرادول فوکو» دیده‌شده سخن می‌گوید و عنوان فیلم مزبور به آن اشاره دارد.
بعضی از اشعار خوزه مارتی روی موسیقی تنظیم شده و به‌عنوان مشهورترین ملودی‌های کوبایی که بر پایه موسیقی محلی کوبا قرار داشتند، درآمدند.
«اگر تپه ای کف آلود می‌بینی شعر من است. شعر من شجاعان را خوشحال می‌کند. اشعار کوتاه و صمیمی من قدرت فولاد را دارند که شمشیرها را آخته می‌کند.»

## ستاره و یوغ
یکی از زیباترین اشعار خوزه مارتی ستاره و یوغ است که پیش از مرگ، به دوست نزدیکش Gonzalo de Quesada y Aróstegui واگذار نموده‌است.

آزادی بدون فرهنگ بدست نمی‌آید. خوزه مارتی

برگردان بخشی از شعر ستاره و یوغ:
بنگر این دو مظهر زندگانی را

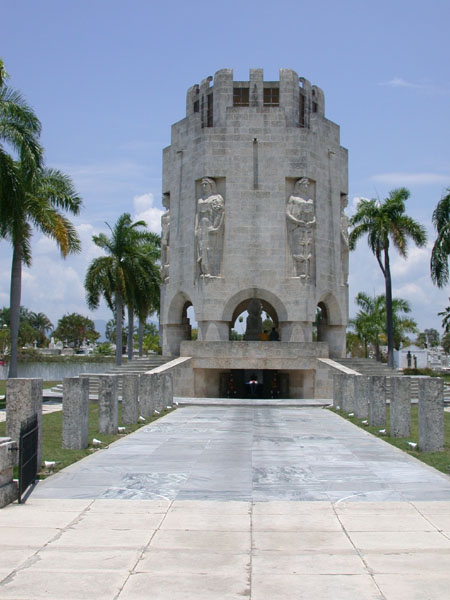
آرامگاه خوزه مارتی
احترام به دیگران، احترام به خود است. خوزه مارتی

که چه دردناک به تو ارمغان می‌دهم فرزند
بنگر و بگزین
یکی یوغ است هر که آن را بپذیرد کامیاب می‌گردد
چونان نر گاوی رام، در خدمت خان بر بستری از کاه گرم خواهد آرمید و قصیل فراوان خواهد یافت
و دومی رمزی است که خویشتنِ من پدیدآورده است.
چونان قله ای که با کوه به دنیا می‌آید و آن ستاره است که نور می‌افشاند و نابود می‌کند و چون در دست حاملان خود بدرخشد تبهکاران می‌گریزند.
آن که نور به همراه دارد همیشه تنهاست.